# Product Placement on Tour
Product Placement on Tour é um álbum lançado em 2004 pela dupla DJ Shadow e Cut Chemist. Nesta edição especial, além do CD Product Placement, acompanha a caixa o DVD  com o show gravado ao vivo.

## Faixas
1. Untitled (6:47)
2. Untitled (4:37)
3. Untitled (5:42)
4. Untitled (3:54)
5. Untitled (5:04)
6. Untitled (4:46)
7. Untitled (3:37)
8. Untitled (5:30)
9. Untitled (5:27)
10. Untitled (4:17)
11. Untitled (6:29)
12. Untitled (5:20)

## DVD Bônus
As faixas do DVD são as mesmas e na mesma ordem do CD. Além do show, o DVD apresenta entrevista com DJ Shadow e Cut Chemist. Documentário "Around The World In 14 DJs" (19:53) com performances ao vivo de Shortkut, DJ Spinna, Z-Trip, Nu-Mark e outros DJs. O trailer de "Product Placement On Tour". Trailer do DVD de DJ Shadow, Live! In Tune and on Time de 2004, além de cenas de bastidores capturadas durante a turnê de duas semanas.